# インターネット異性紹介事業を利用して児童を誘引する行為の規制等に関する法律
インターネット異性紹介事業を利用して児童を誘引する行為の規制等に関する法律（インターネットいせいしょうかいじぎょうをりようしてじどうをゆういんするこういのきせいとうにかんするほうりつ、平成15年6月13日法律第83号）は、出会い系サイトなどによる年少者福祉の阻害の防止に関する法律である。
2003年（平成15年）6月13日に公布され、3か月後の9月13日から順次施行された。
その後も出会い系サイトの利用に起因した犯罪が依然として多発していることから、改正法が2008年（平成20年）6月6日に公布され、同年12月1日施行された。児童(18歳未満＝17歳以下の者。児童福祉法、児童ポルノ禁止法のそれと同じ。なお学校教育法で児童とされるのは小学生以下、母子及び父子並びに寡婦福祉法で児童とされるのは20歳までであり、両法律とは異なる)でないことの確認方法を厳格化する部分については、翌2009年（平成21年）2月1日から施行されている。
通称として、警察庁や消費者庁の公式サイトでは出会い系サイト規制法としている。「出会い系サイト被害防止法」と呼ぶこともある。略称は「インターネット異性紹介事業利用児童誘引行為規制法」「インターネット異性紹介事業規制法」など。

## 所管官庁
次の各省庁の共管。なお、国会では内閣委員会で審議された。
- 警察庁生活安全局人身安全・少年課
- 総務省総合通信基盤局電気通信技術システム課
- こども家庭庁支援局家庭福祉課 - こども家庭審議会が関与する部分を所掌
- 消費者庁取引対策課

## 概要
この法律は、出会いサイトの利用に起因する児童買春その他の犯罪から児童を保護することで児童の健全な育成に資することを目的としている。また、総則において、出会い系サイト等の運営者・保護者の責務・国および地方公共団体それぞれの責務を定める。
出会い系サイト等の運営者に対しての規定もあり、年少者による利用の禁止の明示、年少者でないことの確認、年少者の健全な育成に障害を及ぼす行為の防止措置、必要に応じ是正命令を受けることなどを定める。違反に対しては罰金刑がある。
2003年9月13日の法施行以来、初めての法改正が2008年6月6日に行なわれ、2008年12月1日より施行された。改正の大きな内容のひとつは、インターネット異性紹介事業者に対して公安委員会への届出が義務付けられたことである。届出を義務付けた理由は、法改正の内容がインターネット異性紹介事業者に対する規制を厳格化するものであったため、インターネット異性紹介事業者の居所を事前に把握するための措置でもあり、無届出でインターネット異性紹介事業（出会い系サイト）を運営した者には刑事罰（6か月以下の懲役または100万円以下の罰金）も規定された。改正法ではインターネット異性紹介事業者は、利用者の年齢を確認することが義務付けられ、方法としてはクレジットカード決済による確認をはじめ、無料サイトについてはユーザーの年齢を身分証明書の画像によって確認することを義務付けた。
この法律に規定された届出制度と、日本国憲法第21条に規定された表現の自由との関係については、2014年1月16日に最高裁判所で合憲判決が出た。

## 用語
児童
異性交際希望者
インターネット異性紹介事業
警察庁が2008年10月10日に告示した「『インターネット異性紹介事業』の定義に関するガイドライン」では、以下の4つの全てを満たすものとしている。
1. 異性交際希望者の求めに応じて、その者の異性交際に関する情報をインターネット上の電子掲示板に掲載するサービスを提供していること。
2. 異性交際希望者の異性交際に関する情報を公衆が閲覧できるサービスであること。
3. インターネット上の電子掲示板に掲載された情報を閲覧した異性交際希望者が、その情報を掲載した異性交際希望者と電子メール等を利用して相互に連絡することができるようにするサービスであること。
4. 有償、無償を問わず、これらのサービスを反復継続して提供していること。

インターネット異性紹介事業者

## 構成
- 第1章 総則
- 第2章 児童に係る誘引の規制
- 第3章 インターネット異性紹介事業の規制
- 第4章 登録誘引情報提供機関
- 第5章 雑則
- 第6章 罰則
- 附則